# ماريو بريجا
ماريو بريجا (بالإيطالية: Mario Brega)‏ هو ممثل إيطالي، ولد في 5 مارس 1923 بروما في إيطاليا، وتوفي بنفس المكان في 23 يوليو 1994 بسبب نوبة قلبية.

## أعمال

### أفلام
- (1964) من أجل حفنة دولارات
- (1966) الطيب والشرس والقبيح
- (1984) حدث ذات مرة في أمريكا

## وصلات خارجية
- ماريو بريجا على موقع IMDb (الإنجليزية)
- ماريو بريجا على موقع ألو سيني (الفرنسية)
- ماريو بريجا على موقع أول موفي (الإنجليزية)
- ماريو بريجا على موقع قاعدة بيانات الأفلام السويدية (السويدية)
- ماريو بريجا على موقع قاعدة بيانات الفيلم (الإنجليزية)
- ماريو بريجا على موقع كينوبويسك (الروسية)